# Torugartský průsmyk

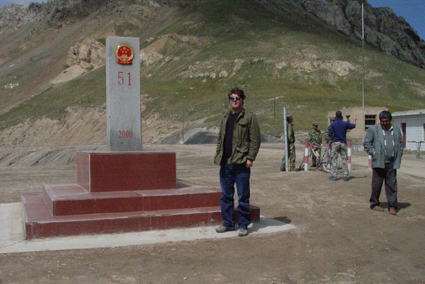
Čínský hraniční kámen v Torugartském průsmyku

Torugartský průsmyk je horský průsmyk v Ťan-šanu, na hranici mezi Kyrgyzstánem a Čínskou lidovou republikou. Leží v nadmořské výšce 3752 m n. m. V průsmyku se nachází jeden z celkem dvou hraničních přechodů mezi oběma státy. Nejbližší město na kyrgyzské straně hranice je Naryn a na čínské straně Kašgar.